# Boldraž
Boldraž je naselje v Občini Metlika.
V Boldražu se rodil akademik Anton Mavretič.